# Albisola Superiore
Albisola Superiore ( Arbisöa o d'äto d'Arbissêua in ligure, pronunciato Albisòla o Albissòla in italiano) è un comune italiano di 9 495 abitanti della provincia di Savona in Liguria, l'ottavo comune della provincia per numero di abitanti. 
È noto insieme ad Albissola Marina (con cui forma il territorio denominato Albisole) per la lavorazione delle ceramiche omonime. La differenza del nome rispetto alla vicina Albissola Marina risalirebbe a un errore di trascrizione nel 1915 da parte della consulta araldica per la concessione del nuovo stemma albisolese.

## Geografia fisica
Il nucleo centrale del territorio di Albisola Superiore, facente parte della Riviera del Beigua, si divide in due parti: Albisola Superiore, a circa 1 km dal mare e Albisola Capo, sul mare che, prima dello sviluppo edilizio degli anni cinquanta e sessanta del Novecento, era distaccata e costituiva una frazione. Il territorio comunale comprende, inoltre, la località Luceto e la frazione Ellera, distante circa 5 km dal centro cittadino.
Alle spalle della chiesa di San Nicolò si erge la collina del Castellaro, sulla cui sommità sono ancora presenti alcuni resti di un'antica fortificazione militare.
Il territorio albisolese è attraversato principalmente da due corsi d'acqua: il torrente Sansobbia, sfociante tra i confini amministrativi di Albisola Superiore con Albissola Marina, e il suo affluente Riobasco.
Albisola Capo dispone di un'ampia passeggiata, sviluppata sul vecchio tracciato della ferrovia Genova-Ventimiglia, che si ricollega a quella di Albissola Marina, e un litorale lungo oltre 1 km.

## Storia

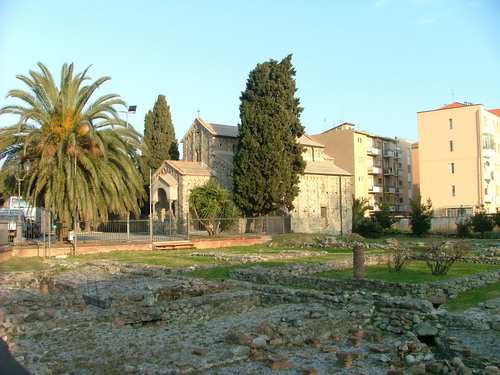
La chiesa di San Pietro con i ritrovamenti archeologici di una villa romana (Alba Docilia).

Albisola è stata fondata dai Liguri Docilii in epoca preistorica. Con la conquista romana l'abitato si sviluppò maggiormente anche lungo la piana alluvionale del Sansobbia, come testimoniato dal ritrovamento di una villa in prossimità dell'attuale stazione ferroviaria. Il suo sito è segnalato sulla Tabula Peutingeriana come stazione della strada tra Genua (Genova) e Vada Sabatia (Vado Ligure) con il nome di Alba Docilia.
Con la caduta dell'Impero, gli abitanti si ritirarono dalla pianura in zone più difendibili.
Sulla collina del Castellaro sorse una fortificazione, presto affiancata dalla chiesa di San Nicolò, all'interno del cui campanile un'iscrizione reca la data 1067.
Nel Medioevo Albisola fece prima parte del Marchesato di Savona e poi, dal 1122, fu feudo di Guelfo della stirpe dei marchesi aleramici. Alla morte di Ferraria, ultima erede diretta, l'intero borgo venne ceduto al Comune di Savona spartendo alcune quote di terre con famiglie locali (Del Bosco e Pareto) o ricche famiglie di Genova (Malocelli e Doria).
Nel 1251 le maggiori città del ponente ligure si sottoposero al dominio e al controllo della Repubblica di Genova, tra queste anche Albisola il cui castellaro già era caduto in mani genovesi nel 1227, arresisi dopo essere stato abbandonato dall'alleato Simone, castellano di Stella. Pieno controllo genovese si ebbe nel 1290 quando la Superba acquistò le ultime quote delle terre albisolesi. Nel 1343 Genova unificò Varazze, Celle Ligure e Albisola in un'unica podesteria (con sede nella città varazzina) e dotò il paese di statuti autonomi dal 1389. Gli statuti rimasero in vigore sino al 1798.

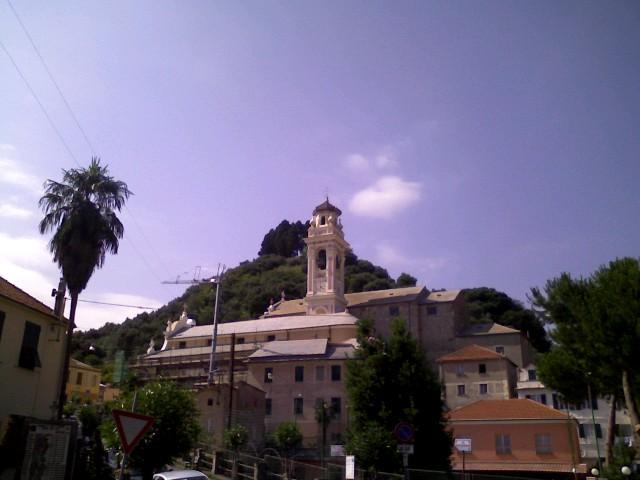
La chiesa di San Nicolò e la collina del "Castellaro"

Nei successivi tre secoli la storia di Albisola seguì le sorti della repubblica genovese, la quale andò rafforzando il proprio dominio ampliando il Castellaro, costruendo un nuovo fortino nell'odierna Albissola Marina e una torre fortificata lungo la costa, nella zona detta appunto Capo Torre.
Nella seconda metà del XVII secolo, patrizi genovesi acquistarono diversi terreni: tra le famiglie più nobili si ricordano i Brignole e i Della Rovere. Di quest'ultima, due esponenti saranno eletti al soglio pontificio con il nome di Giulio II e Sisto IV. Al 1615 risale il distacco ufficiale di Albissola Marina (all'epoca chiamata Borgo Inferiore) da Albisola Superiore che, anche se divise, seguirono ambedue le sorti e le glorie genovesi e della sua repubblica fino alla dominazione francese.
Con la caduta della Repubblica di Genova (1797), sull'onda della rivoluzione francese e a seguito della prima campagna d'Italia di Napoleone Bonaparte, il territorio albisolese rientrò dal 2 dicembre 1797 nel Dipartimento del Letimbro, con capoluogo Savona, all'interno della Repubblica Ligure. Dal 28 aprile del 1798 fece parte del VI cantone, come capoluogo, della Giurisdizione di Colombo e dal 1803 centro principale del I cantone di Savona nella Giurisdizione di Colombo. Annesso al Primo Impero francese dal 13 giugno 1805 al 1814 venne inserito nel Dipartimento di Montenotte; nello stesso periodo la frazione di Ellera si costituì comune autonomo da Albisola.

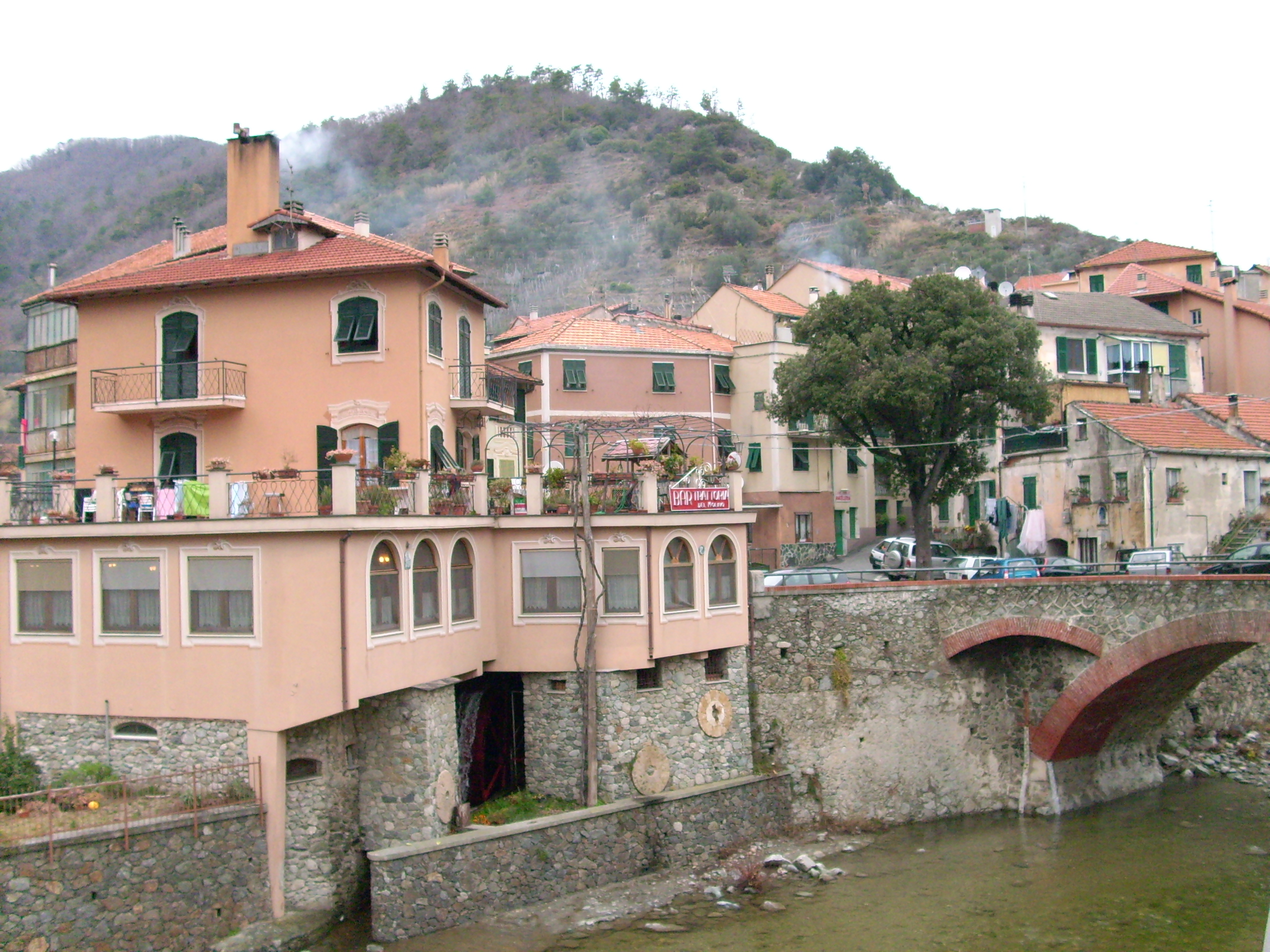
La frazione di Ellera

Nel 1815 fu inglobato nel Regno di Sardegna, così come stabilì il Congresso di Vienna del 1814, e successivamente nel Regno d'Italia dal 1861. Dal 1859 al 1927 il territorio fu compreso nel I mandamento di Savona del circondario di Savona facente parte della provincia di Genova; nel 1927 anche il territorio comunale albisolese passò sotto la neo costituita provincia di Savona. Subisce gli ultimi aggiustamenti ai confini amministrativi nel 1929 quando le fu aggregato il territorio del soppresso comune di Ellera.
Al termine della seconda guerra mondiale una nuova fase ampliativa urbanistica coinvolse il centro albisolese a partire dagli anni sessanta formando, di fatto, un'unica continuità edilizia tra i due borghi storici di Albisola Superiore e Albisola Capo; conseguentemente si registrò, sempre a partire dal periodo post bellico, un rapido aumento e quindi raddoppio della popolazione residente.
Il 26 ottobre del 2006 il Consiglio regionale della Liguria tramite votazione, che non ha ottenuto il quorum necessario dei due terzi dei consiglieri regionali, ha bocciato la proposta di indire un referendum per la fusione dei due comuni di Albisola Superiore e Albissola Marina. La proposta di unirle in un'unica entità amministrativa fu presentata dal comitato Albinsieme nel 2003 dopo la raccolta di 5 385 firme. Se il referendum avesse avuto esito positivo il nuovo "Comune di Albisola" sarebbe diventato il terzo comune della provincia savonese per numero di abitanti e con una superficie territoriale di 32,22 km².
Il 10 ottobre del 2008 durante i rilievi preventivi sull'area che ospita la nuova sede dell'associazione locale degli Alpini, con la realizzazione tra l'altro di box interrati e spazi pubblici, sono stati rinvenuti eccezionali ritrovamenti archeologici di tre tombe con urne cinerarie risalenti all'Età del ferro. Lo studio dell'area, commissionata dal Comune di Albisola Superiore con la collaborazione della Soprintendenza per i Beni Archeologici della Liguria e altri enti, porterà a una revisione sulla storia antica di Albisola, ponendo a quasi cinque o sei secoli prima la probabile fondazione del luogo.
Dal 1973 al 31 dicembre 2008 ha fatto parte della Comunità montana del Giovo.

### Simboli
Stemma
Gonfalone
Bandiera

Lo stemma e il gonfalone sono stati concessi con decreto del presidente della Repubblica del 15 febbraio 1967. 

## Monumenti e luoghi d'interesse

### Architetture religiose

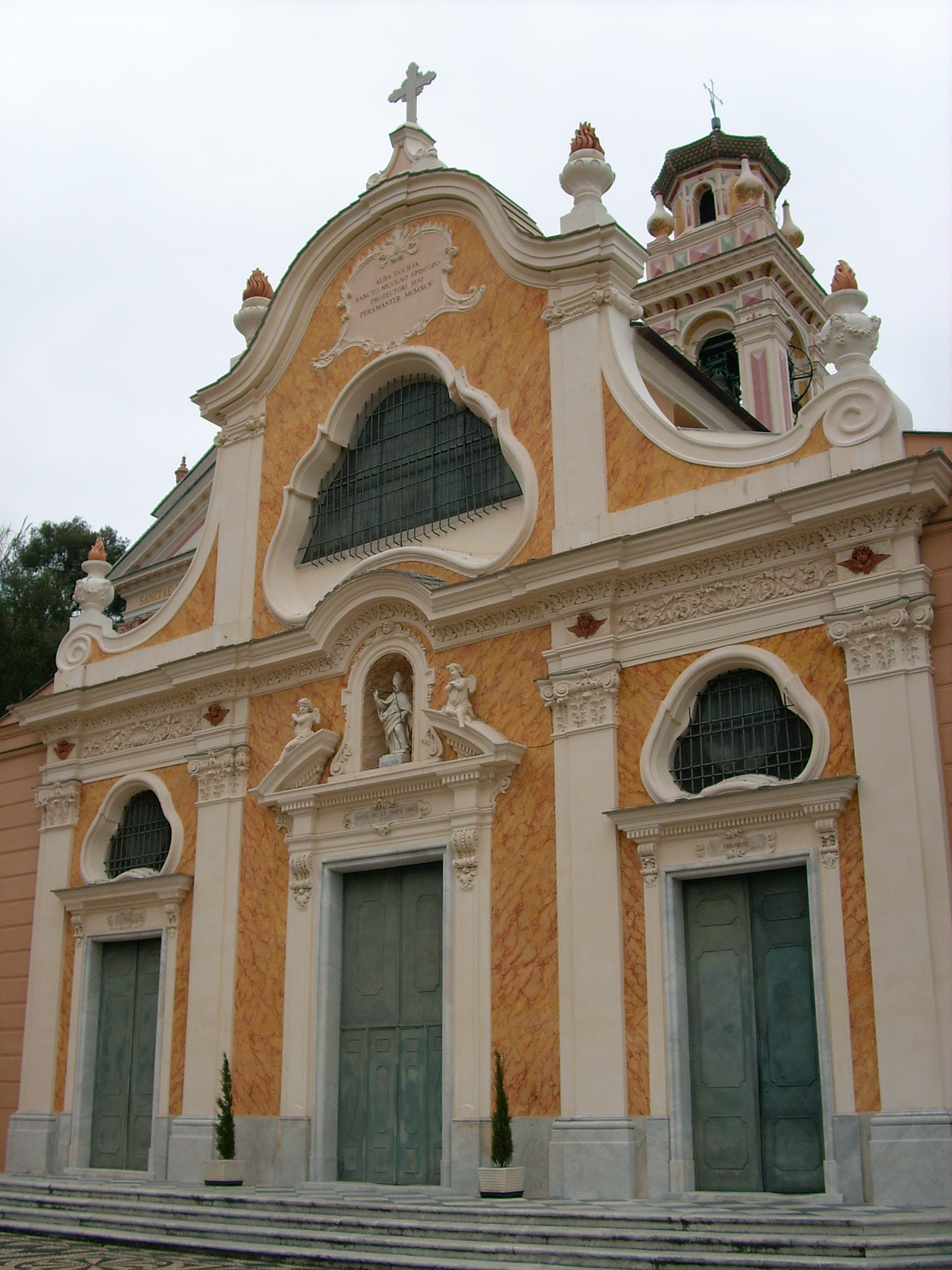
La chiesa parrocchiale di San Nicolò

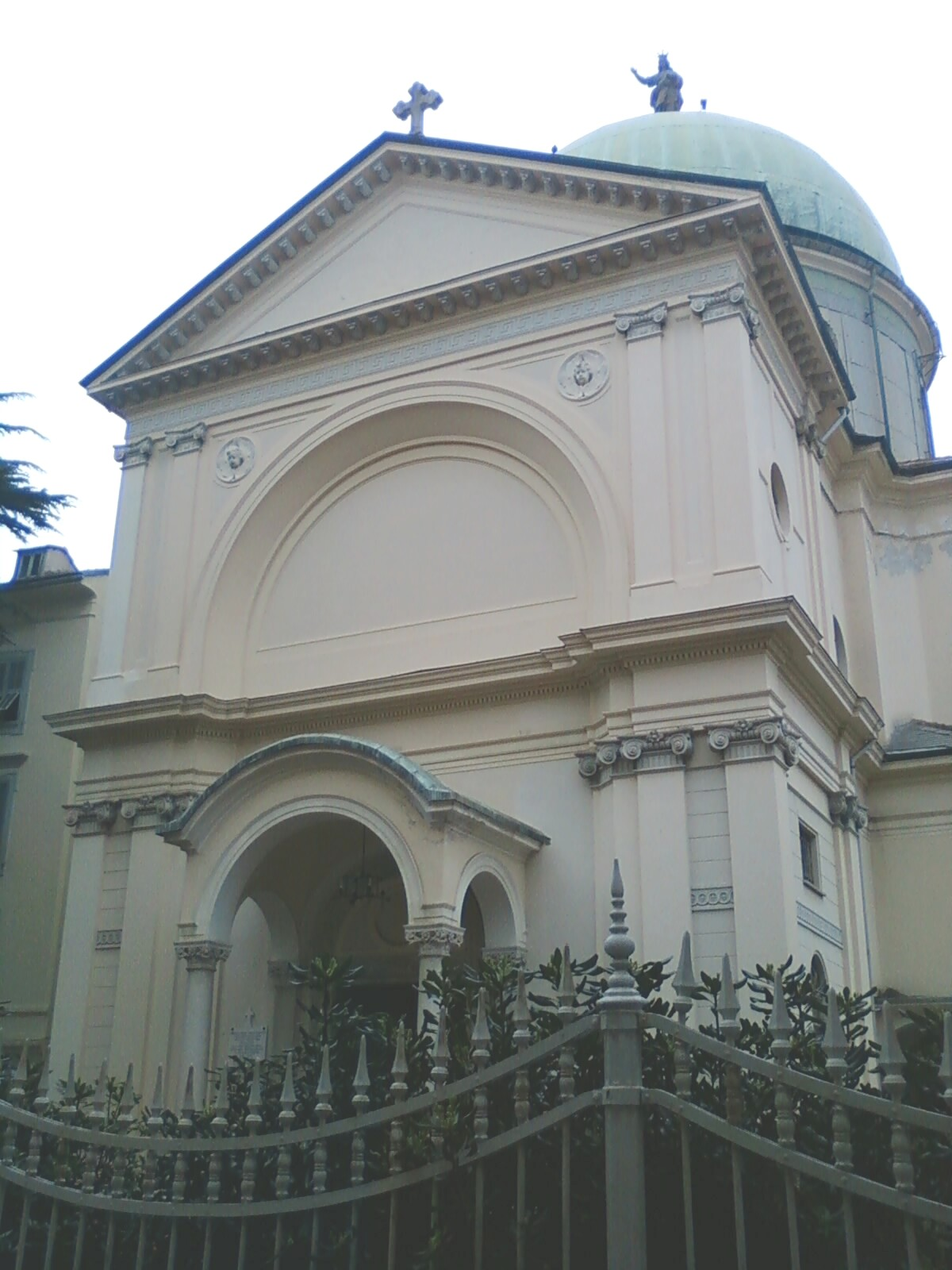
La chiesa parrocchiale di Nostra Signora Stella Maris

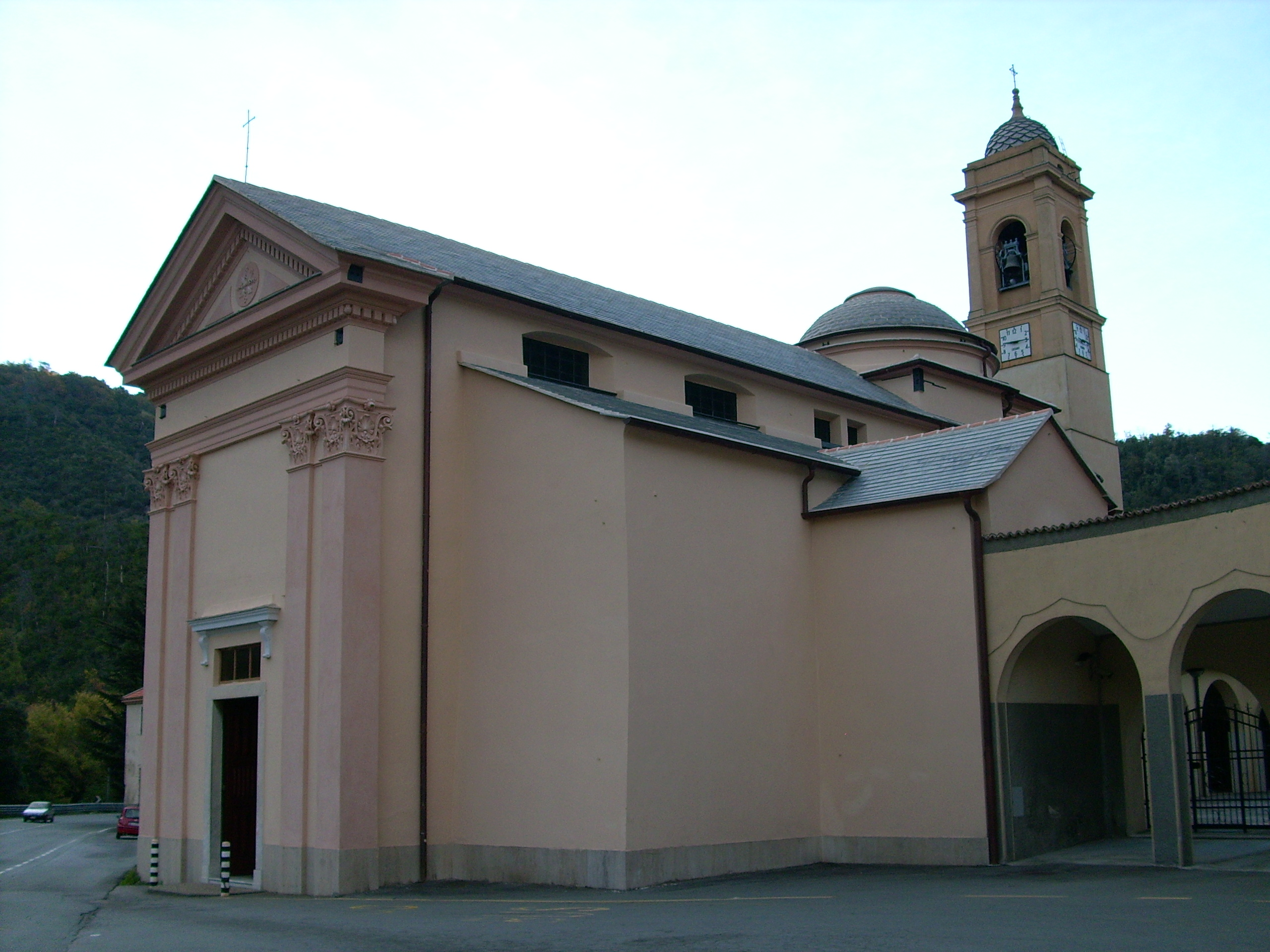
Il santuario della Madonna della Pace lungo la provinciale per
Stella

- Chiesa parrocchiale di San Nicolò nel capoluogo. La parrocchiale venne eretta, ai piedi di un'altura, nel XVII secolo. Al suo interno sono conservati affreschi del XVIII secolo di Paolo Gerolamo Brusco ed un pulpito ligneo barocco del 1655. Sono inoltre custodite sculture del barocco di Anton Maria Maragliano e di Francesco Schiaffino. All'interno della sagrestia, una raccolta archeologica, espone reperti provenienti dagli scavi locali databili dal III secolo al V secolo.
- Oratorio di Santa Maria Maggiore nel capoluogo, a fianco della parrocchiale di San Nicolò.
- Chiesa di San Pietro nel capoluogo. La chiesa fu interessata dal terremoto del 1887 che causò danni all'antica struttura in stile romanico. La ricostruzione dell'edificio fu attuata conservando lo stesso stile architettonico. L'edificio si affaccia sul piazzale della stazione ferroviaria.
- Cappella di San Sebastiano nel capoluogo, ai margini dell'abitato albisolese.
- Chiesa parrocchiale di San Matteo nella frazione di Luceto. Nel seminterrato è stato allestito un presepe meccanico permanente, realizzato da Renato Piccone e raffigurante il paese di Albisola Superiore verso la fine del XIX secolo.
- Chiesa della Madonna del Carmine nella frazione di Luceto. Sita nella piazza omonima, la chiesa fu edificata verso la fine del XVIII secolo. L'interno presenta una volta a crociera dal vicino campanile con inserti di materiale in cotto e ceramica. L'edificio è stato recentemente interessato ad interventi di restauro.
- Chiesa parrocchiale di Nostra Signora Stella Maris nella località di Albisola Capo. Eretta negli anni dieci del XX secolo, presenta una struttura a pianta a croce latina. Tra le opere conservate all'interno della parrocchiale, oltre all'argenteo-dorato tabernacolo di Giacomo Manzù, vi è una statua in legno ritraente la Madonna col Bambino del XVII secolo.
- Chiesa parrocchiale di San Bartolomeo nella frazione di Ellera; risale alla fine del Seicento.
- Chiesa di Santa Maria Maddalena nella frazione di Ellera. Situata nella parte meridionale della frazione, in località detta dell'Eremita su un'ansa del torrente Sansobbia, l'attuale edificio religioso è risalente al 1590 e affianca una precedente struttura che secondo alcune fonti e studi potrebbe essere databile alla seconda metà del X secolo.
- Santuario della Madonna della Pace. Sito lungo la strada che da sud verso nord collega Albisola Superiore con Stella (il comune dove nacque Sandro Pertini). Stellesi e Albisolesi lo edificarono nel 1578 quando siglarono la pace, dopo lunghe e sanguinose lotte fratricide. Al suo interno sono conservate tele del Seicento del Castello di Domenico Piola e statue di Anton Maria Maragliano e di Antonio Brilla.

### Architetture civili

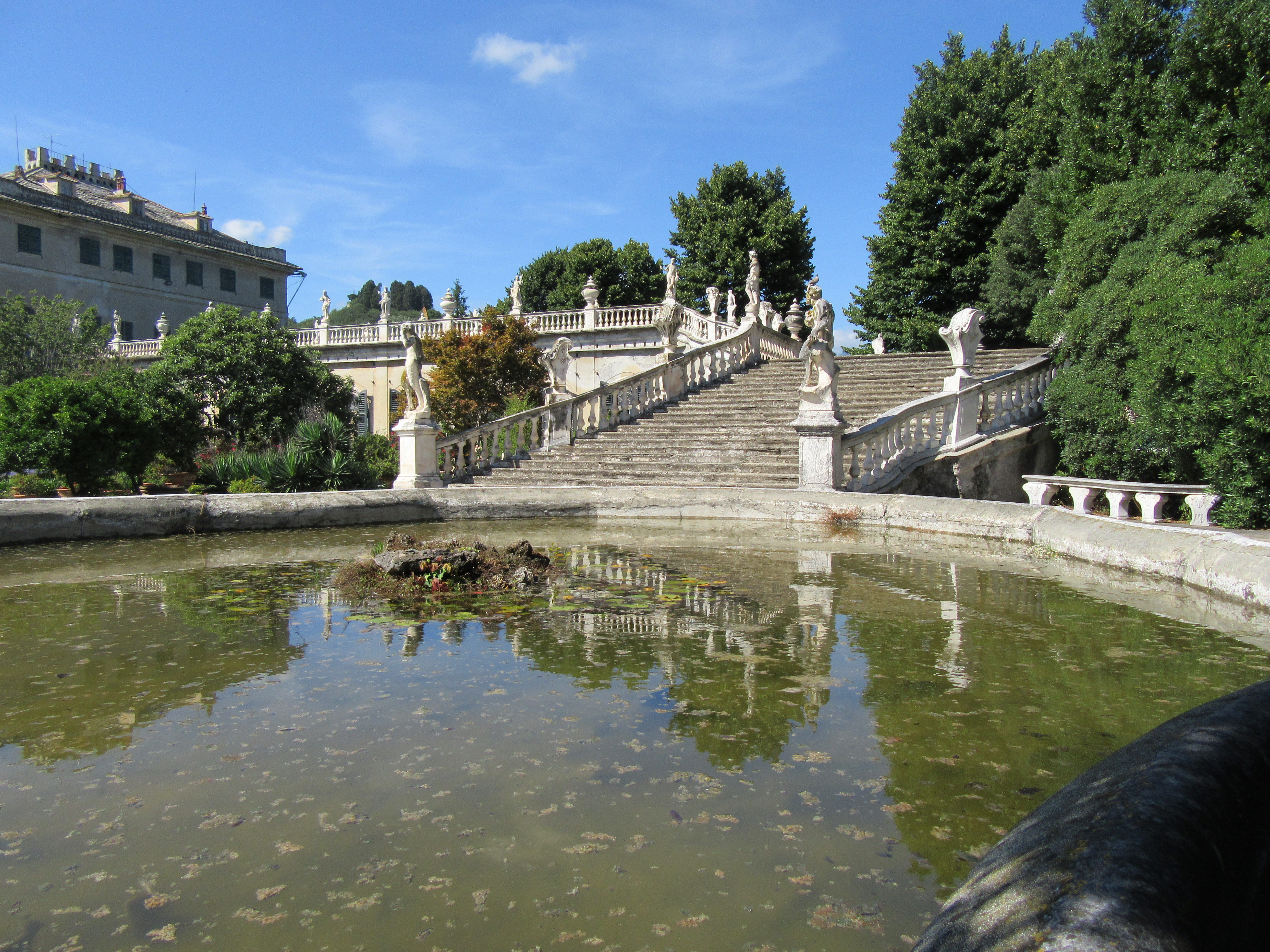
Vista del giardino della Villa Gavotti

- Villa Gavotti. Pregevole esemplare di "barocchetto genovese", fu fatta costruire nel 1744, ampliando e modificando un precedente edificio chiamato Ca' Grande, da Francesco Maria della Rovere, doge di Genova. Con la morte di Francesco si estinse la famiglia Della Rovere e la villa divenne proprietà dei marchesi Gavotti. La possente forma quadrata della villa è ammorbidita da due eleganti terrazze che circondano il giardino e convergono con due sontuose scalinate verso la vasca centrale. Il tutto è abbellito da balaustre, statue, e vasi in marmo di Carrara. Il giardino all'italiana è ornato da cinque vasche con al centro statue di sirene e tritoni, ed è chiuso da un piccolo boschetto dominato dal gruppo marmoreo di Ercole in lotta con il leone Nemeo. Al di sotto delle terrazze si aprono le sale dedicate alle quattro stagioni, decorate con motivi floreali. Fa eccezione la sala dell'inverno che riproduce una grotta con stalattiti, stalagmiti, madreperle, conchiglie e coralli provenienti dalla grotta di Bergeggi. Il progetto del palazzo è opera del Brusco. Molte sono le tele di scuola genovese, vasi e pareti in maiolica dipinta. Sono presenti anche alcuni affreschi di Andrea Levantino.

- Villa Balbi[13]. Eretta intorno alla metà del Seicento dal doge Francesco Maria Balbi, ha un solo piano nobile, una cappella privata e una doppia scalinata esterna che conduce all'ingresso, sormontato da un poggioletto a baldacchino. La villa è riccamente decorata all'esterno con colonne dipinte su fondo verde e fu residenza estiva del cardinale Giacomo Luigi Brignole.
- Ponte medioevale, in laterizio e ad unica arcata, sul torrente Riobasco.

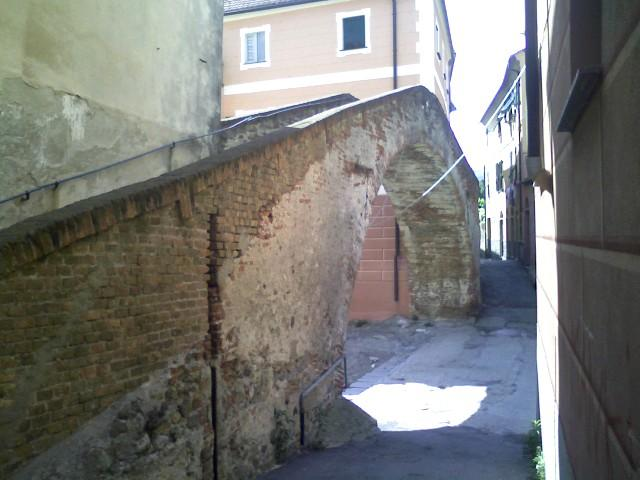
Ponte medievale nel centro storico di Superiore

### Architetture militari
- Castellaro di Albisola Superiore. Edificato sull'omonima collina, il primo documento in cui viene citato risale al 1121 o al 1122[7]. Si suppone, però, che l'edificazione di un primo fortilizio sia di molto anteriore a tale data. Oggetto di interventi di rafforzamento durante il XVII secolo[7] per adattarlo alle nuove armi da fuoco, fu abbandonato definitivamente nel 1805[7]. Ne rimangono oggi consistenti ruderi dai quali si può ammirare un panorama della piana albisolese. Lungo le pendici del Castellaro furono ritrovate un'ascia in pietra verde, due selci scheggiate e un piccolo anello d'oro.

### Siti archeologici

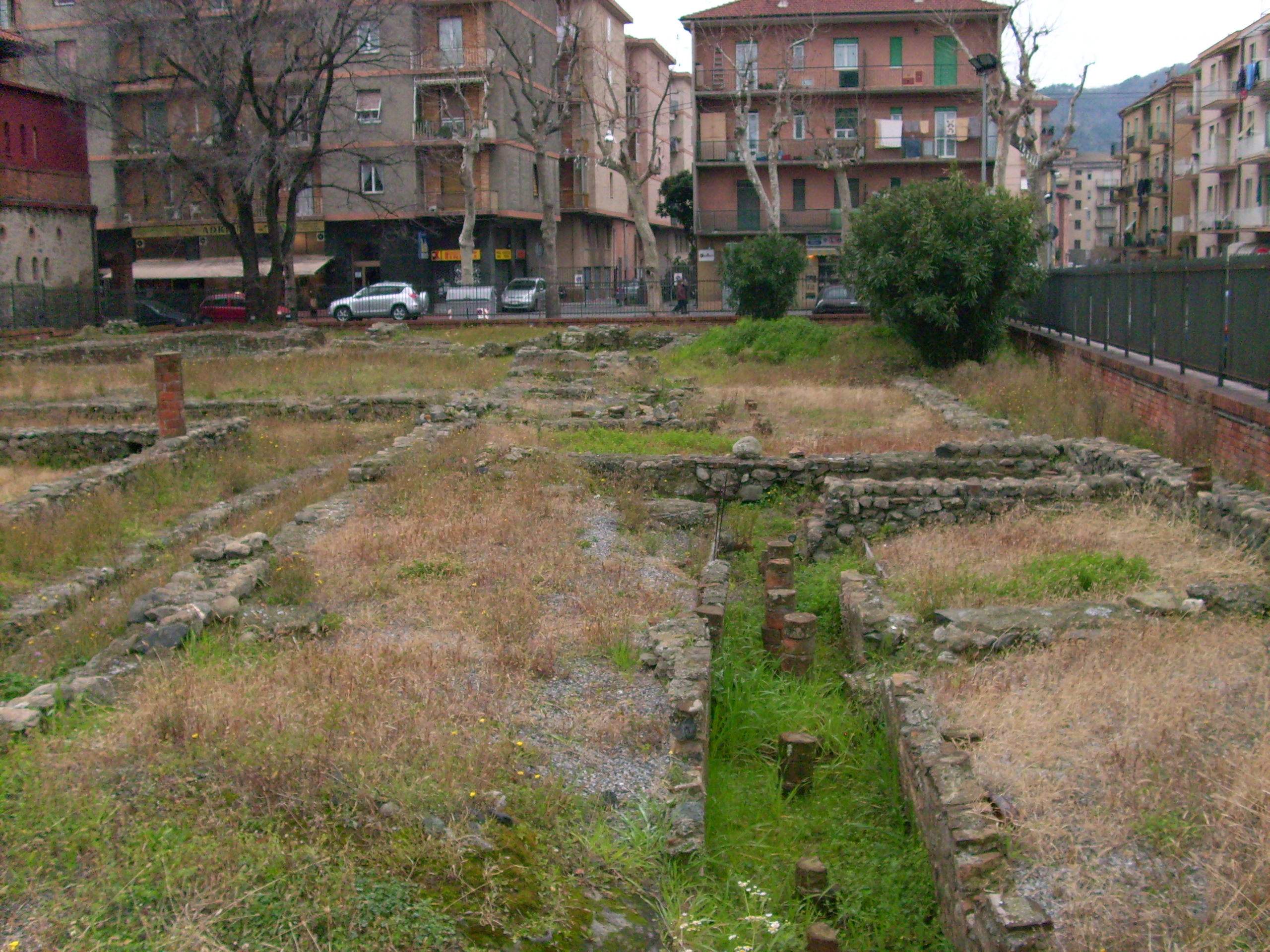
I ritrovamenti archeologici della villa romana di Alba Docilia

- Villa romana di Alba Docilia. I resti di una villa risalente all'Impero romano sono ancora oggi visibili nei pressi della locale stazione ferroviaria e adiacente alla chiesa di San Pietro. Secondo gli studi, effettuati dagli storici dopo l'eccezionale ritrovamento archeologico, i ruderi potrebbero collegarsi ad una dimora residenziale avente una superficie di circa 9000 m². L'edificio, oltre che ad abitazione, era destinato ad uso agricolo con apposite stanze e vani per tale scopo. Gli appartamenti destinati ad uso privato della famiglia erano molto probabilmente abbelliti da pavimenti con decorazione musiva e soffitti affrescati; proprio questi ultimi elementi decorativi, come sostengono gli studi e supportati dai numerosi resti, potrebbero avere avuto il massimo splendore artistico tra il I e II secolo.
- Un'altra costruzione romana fu scoperta ad Albisola Capo sul finire del XIX secolo. Trattasi di avanzi di consistenti mura di un edificio non meglio identificato e di due tombe di scarso interesse.
- Lungo la strada per Luceto si ritrovarono alcune monete romane, probabilmente in prossimità dell'antico percorso della strada che proseguendo in località Grana e Bricco Spaccato collegava Albisola a Savona.

## Società

### Evoluzione demografica
Abitanti censiti

### Etnie e minoranze straniere
Secondo i dati Istat al 31 dicembre 2019, i cittadini stranieri residenti ad Albisola Superiore sono 558, così suddivisi per nazionalità, elencando per le presenze più significative:
1. Albania, 214
2. Romania, 54
3. Ucraina, 30
4. Cina, 20

## Cultura

### Istruzione
Ad Albisola Superiore è presente un istituto comprensivo con plessi scolastici nel territorio comunale e nel vicino comune di Albissola Marina. 
Degna di nota è, inoltre, la Scuola Comunale di Ceramica, sede di corsi di insegnamento ed eventi, che accoglie diversi artisti della ceramica locali.

### Musei
- Museo della ceramica "Manlio Trucco"[17]. Inaugurato il 21 maggio del 1989[17] ed ospitato nella casa-laboratorio dell'artista, la collezione è dedicata alle produzioni in ceramica. Nelle sale del piano superiore è ospitata la sezione didattica con esposizioni sulla realizzazione e produzione della "ceramica di Albisola"[18] dalla fine del Quattrocento all'Ottocento[17]. Nel museo sono inoltre esposti i reperti archeologici provenienti dagli scavi effettuati sul sito della villa romana di Alba Docilia[17]; tra i reperti pregiati vi sono affreschi databili tra il I e II secolo[17]. Nel giardino del museo è ospitato l'imponente bassorilievo in ceramica Battaglia realizzato da Agenore Fabbri nel 1948 ad Albisola.
- Museo - giardino "Ernan". Fondato nel 1956 nei pressi dell'omonima ditta attiva nella lavorazione della ceramica, raccoglie opere dei principali artisti della seconda metà del Novecento che hanno collaborato con l'azienda manifatturiera; tra gli artisti Lucio Fontana ed Emanuele Luzzati.
- Collezione permanente di arte contemporanea "La Stella". La collezione, ospitata dal 1991, comprende opere di artisti contemporanei.

### Eventi
- Festival della Maiolica: si tiene nel mese di maggio, in collaborazione con le amministrazioni comunali di Albissola Marina, Savona e Celle Ligure.
- Sagra della Madonna del Carmine: si svolge in località Luceto, presso i giardini adiacenti al locale circolo ricreativo, a luglio.
- "A Madonna du ma": processione in mare svolta annualmente il 15 agosto per celebrare l'Assunzione di Maria, a cui prendono parte, oltre alle autorità civili e religiose, fedeli che assistono al suo passaggio dal litorale o da proprie imbarcazioni.
- Festa patronale di San Nicolò: il 6 dicembre le vie del centro vengono occupate dalla fiera di San Nicolò. La domenica seguente si svolge la tradizionale processione, in cui figura la cassa dedicata al santo patrono.

## Geografia antropica
Il comune, oltre al capoluogo, è costituito dall'unica frazione di Ellera e dalle località di Luceto e La Pace, dove sorge il santuario della Madonna della Pace, per una superficie territoriale di 28,68 km².
Confina a nord con il comune di Pontinvrea, a sud è bagnato dal mar Ligure, ad ovest con Cairo Montenotte, Savona e Albissola Marina, ad est con Stella e Celle Ligure.

## Economia

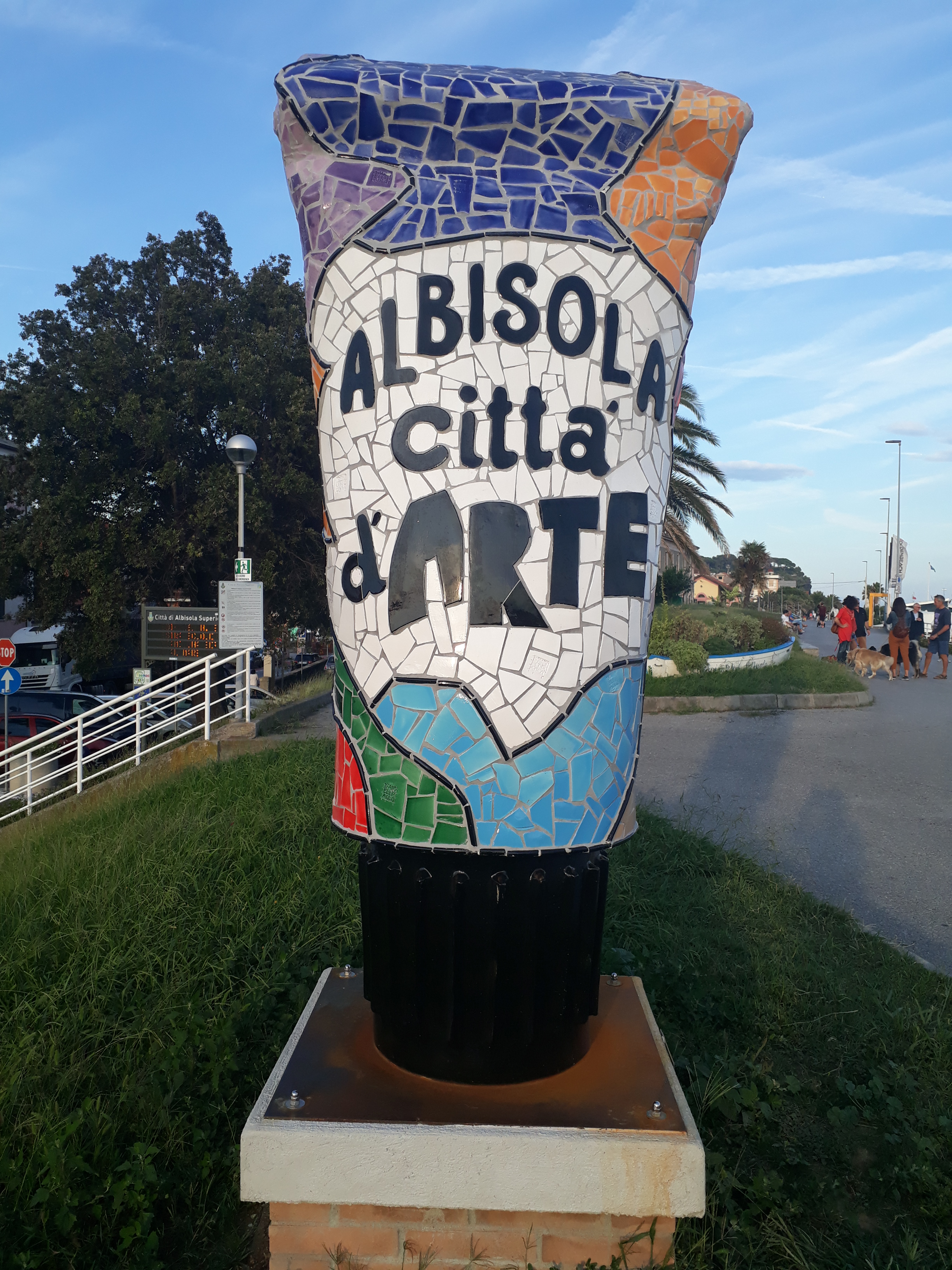
Albisola città d'arte di Paolo D'Angeli situata all'ingresso della passeggiata Eugenio Montale

Le principali attività economiche della cittadina sono legate al turismo, soprattutto quello balneare ad Albisola Capo, e la tradizionale lavorazione della ceramica di stile classico e contemporaneao. Di nota le attività legate all'agricoltura come frutta, ortaggi e vite, quest'ultima per lo più nella frazione di Ellera. Maggiore attività manifatturiera è ESI, azienda attiva nella produzione di prodotti dietetici e fitoterapici.
La località ha ottenuto dalla FEE-Italia (Foundation for Environmental Education) il conferimento della bandiera blu per la qualità delle sue spiagge.

## Infrastrutture e trasporti

### Strade
Il centro di Albisola Superiore è attraversato principalmente dalla strada statale 1 Via Aurelia che gli permette il collegamento stradale con Albissola Marina, ad ovest, e Celle Ligure ad est. Altro collegamento viario del territorio è la strada statale 334 del Sassello per l'omonimo comune. Il comune è raggiungibile anche grazie al proprio casello autostradale sull'autostrada A10.
È in fase di realizzazione un nuovo collegamento stradale con il capoluogo di provincia denominato Aurelia Bis o Tangenziale di Savona, alternativa alla SS1 Via Aurelia da tempo congestionata dal traffico di mezzi pesanti diretti verso il porto di Savona. 
Il percorso, di lunghezza complessiva di 5,1 km, prevede di collegare località Grana di Albisola e la strada statale 29 del Colle di Cadibona (presso Corso Ricci a Savona) con lo svincolo intermedio Miramare sulla Via Aurelia.

### Ferrovie

La stazione di Albisola

Albisola Superiore è dotata di una stazione ferroviaria sulla linea Ventimiglia-Genova nel tratto locale compreso tra Savona e Genova. 
Servizi di autobus, gestiti da TPL Linea, la collegano con Savona e i comuni limitrofi sulla costa e nell'entroterra.

## Amministrazione
| Periodo          | Periodo          | Primo cittadino      | Partito                                         | Carica  | Note   |
| ---------------- | ---------------- | -------------------- | ----------------------------------------------- | ------- | ------ |
| 1975             | 1983             | Pino Vallerino       | Partito Comunista Italiano                      | Sindaco |        |
| 14 ottobre 1986  | 13 giugno 1990   | Adelio Venturino     | Partito Socialista Italiano                     | Sindaco |        |
| 13 giugno 1990   | 12 febbraio 1993 | Adelio Venturino     | Partito Socialista Italiano                     | Sindaco | [ 21 ] |
| 12 febbraio 1993 | 24 aprile 1995   | Giambattista Durante | Democrazia Cristiana                            | Sindaco |        |
| 24 aprile 1995   | 14 giugno 1999   | Giambattista Durante | lista civica di centro-sinistra                 | Sindaco |        |
| 14 giugno 1999   | 14 giugno 2004   | Giambattista Durante | Partito Popolare Italiano                       | Sindaco |        |
| 14 giugno 2004   | 8 giugno 2009    | Lionello Parodi      | lista civica di centro-sinistra                 | Sindaco |        |
| 8 giugno 2009    | 27 maggio 2014   | Franco Orsi          | Il Popolo della Libertà                         | Sindaco |        |
| 27 maggio 2014   | 27 maggio 2019   | Franco Orsi          | La mia città (lista civica di centro-destra)    | Sindaco |        |
| 27 maggio 2019   | 10 giugno 2024   | Maurizio Garbarini   | La nostra città (lista civica di centro-destra) | Sindaco |        |
| 10 giugno 2024   | in carica        | Maurizio Garbarini   | La nostra città (lista civica di centro-destra) | Sindaco |        |

## Sport

### Calcio
In ambito calcistico la principale società sportiva presente sul territorio è l'ASD Albissole 1909, compagine rappresentativa dei comuni di Albisola Superiore e Albissola Marina che disputa le sue partite allo stadio comunale Faraggiana. Fondata nel 1909 come Unione Sportiva Albisola, nella sua storia figura come miglior risultato ottenuto la partecipazione al campionato di Serie C 2018-2019. Nella stagione 2023-2024 milita in Prima Categoria, riuscendo a classificarsi al primo posto del Girone B, conquistando la Promozione (calcio) per la stagione 2024-2025.

### Pallavolo e atletica
Altre importanti realtà del territorio sono l'Albisola Pallavolo, società di volley il cui sestetto femminile milita in Serie B2 e la controparte maschile in Serie C, e l'Atletica Alba Docilia, squadra di atletica fondata nel 1946 e una delle realtà più promettenti del panorama ligure.

### Impianti sportivi
Fra gli impianti sportivi presenti si menzionano il Campo Sportivo di Luceto, che ospita le partite interne della compagine di football americano Pirates Savona; il PalaBesio, palazzetto dello sport comunale e sede delle gare interne della squadra locale di pallavolo; il Campo Sportivo "G. Fazzina", struttura comprendente una pista di atletica leggera di 250 metri a 6 corsie e pedane per i concorsi di salto e lancio, in cui si allena l'Atletica Alba Docilia.
Sul territorio albisolese sono inoltre presenti un campo da golf a 9 buche, situato in località Carpineto, e campi da tennis.